# Miller Aliaga Ángel
Miller Aliaga Ángel (Tinyahuarco, 30 de septiembre de 1964) es un administrador y político peruano. Fue alcalde del distrito de Tinyahuarco durante dos periodos consecutivos entre 1996 y 2002.
Nació en el distrito de Tinyahuarco, provincia de Pasco, departamento de Pasco, Perú, el 30 de septiembre de 1964, hijo de Serapio Aliaga Chombo y Mónica Ángel Mazulgano. Cursó sus estudios primarios y parte de los secundarios en su localidad natal. Culminó los secundarios en la localidad de San Francisco de Asís de Yarusyacán. Entre 1986 y 1990 cursó estudios superiores de administración de empresas en la Universidad Nacional Daniel Alcides Carrión de la ciudad de Cerro de Pasco.
Su primera participación política se dio en las elecciones municipales de 1993 cuando postuló al cargo de alcalde del distrito de Tinyahuarco sin éxito. Fue elegido para ese cargo en las elecciones de 1995 y reelegido en las elecciones de 1998. En las elecciones del 2002 tentó la elección como alcalde de la provincia de Pasco por el Frente Independiente Moralizador sin éxito. Volvió a postular a la alcaldía de Tinyahuarco sin éxito en el 2006 y el 2010. En las elecciones municipales del 2014 tentó nuevamente la alcaldía provincial de Pasco y en las elecciones regionales del 2018 fue candidato a vicegobernador del Gobierno Regional de Pasco junto al candidato a gobernador regional Jorge Francisco Campos Malpartida quedando en séptimo lugar con solo el 6.59% de los votos.